# Диър Парк (Вашингтон)
Вижте пояснителната страница за други значения на Диър Парк.
Диър Парк (на английски: Deer Park) е град в окръг Споукан, щата Вашингтон, САЩ. Диър Парк е с население от 3017 жители (2000) и обща площ от 16,6 km². Намира се на 647 m надморска височина. ЗИП кодът му е 99006, а телефонният му код е 509.